# 八代市立二見小学校
八代市立二見小学校（やつしろしりつ ふたみしょうがっこう）は、熊本県八代市二見下大野町にある公立の小学校。

## 概要
歴史
1874年（明治7年）創立。現校名となったのは1957年（昭和32年）。2024年（令和6年）に創立150周年を迎えた。
校章
校歌
作詞は山口白陽、作曲は橋本正憲による。歌詞は3番まであり、各番の歌詞中に校名の「二見校」が登場する。
通学区域
八代市のうち「二見洲口町、二見本町、二見赤松町、二見下大野町、二見野田崎町」。
中学校区は八代市立二見中学校。

## 沿革

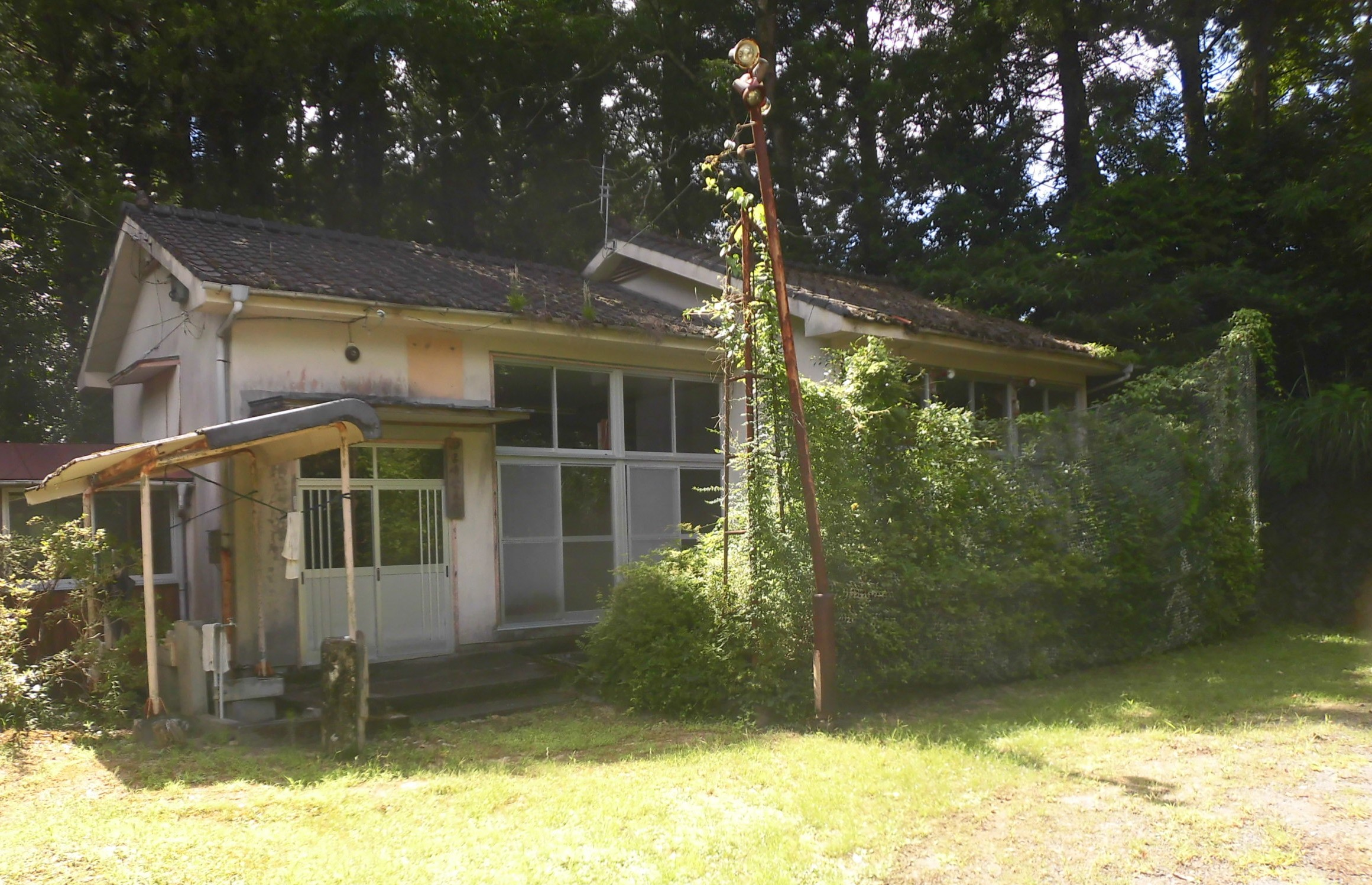
旧・田子崎分校校舎

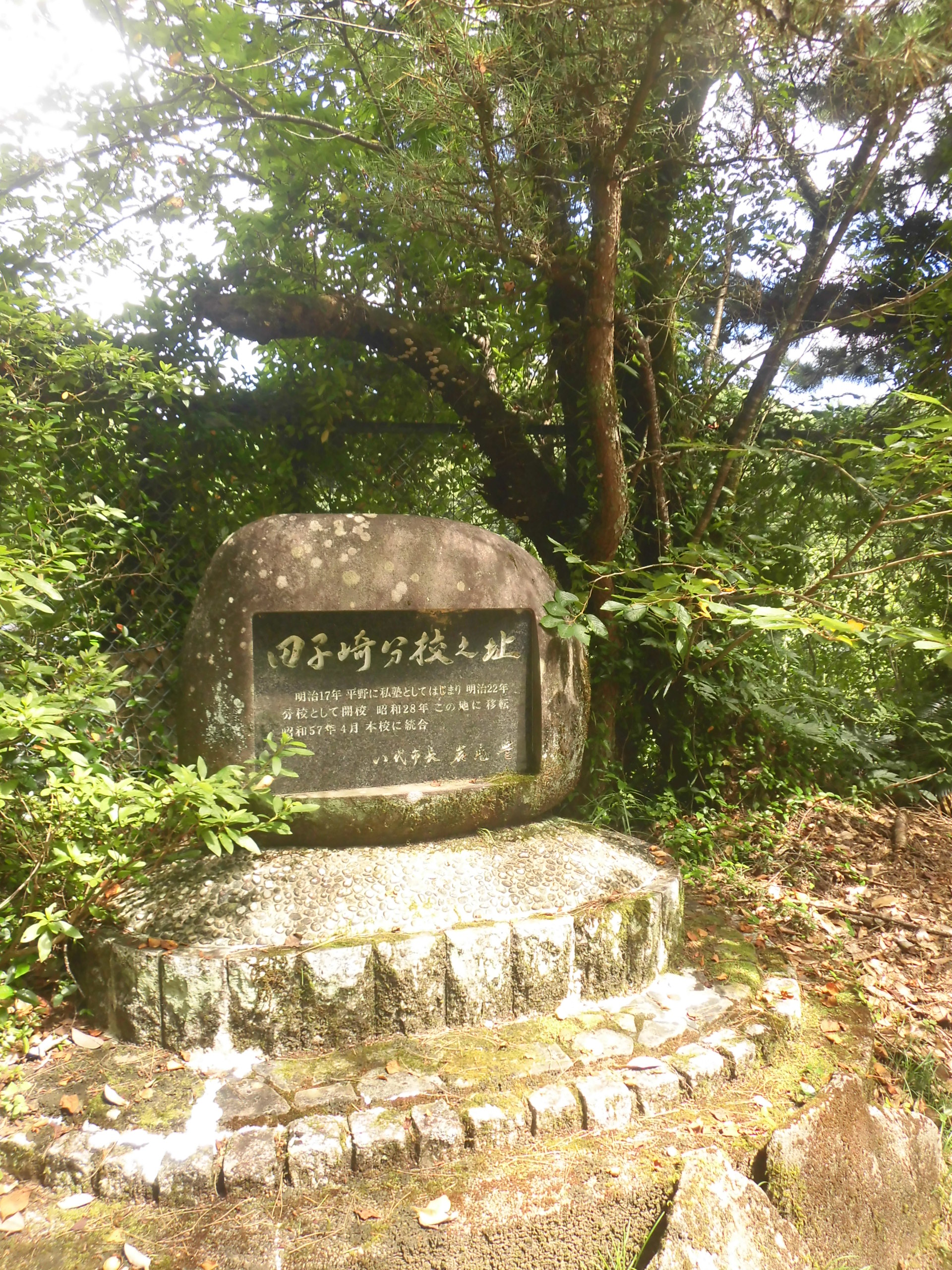
旧・田子崎分校 閉校記念碑

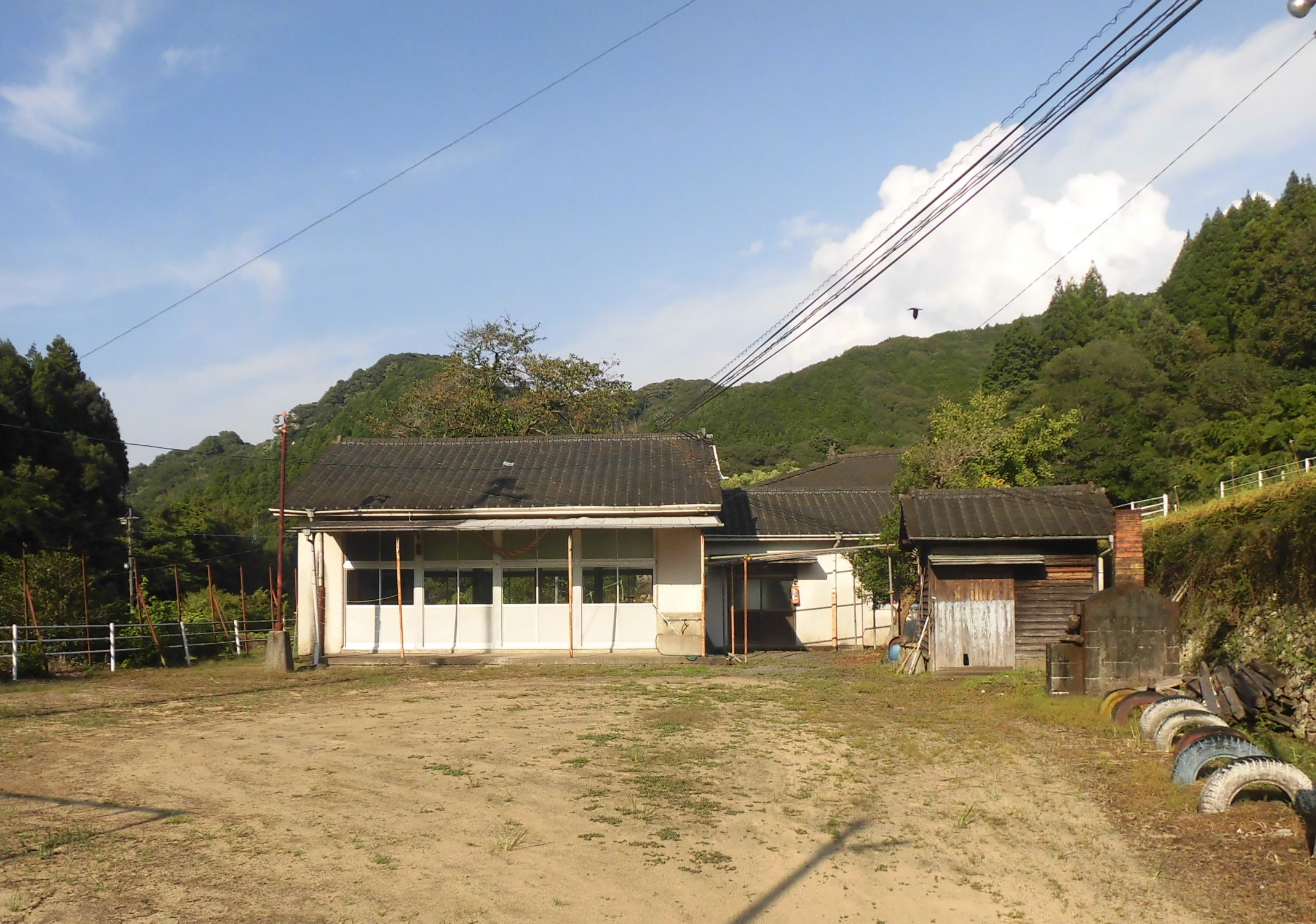
旧・小薮分校校舎

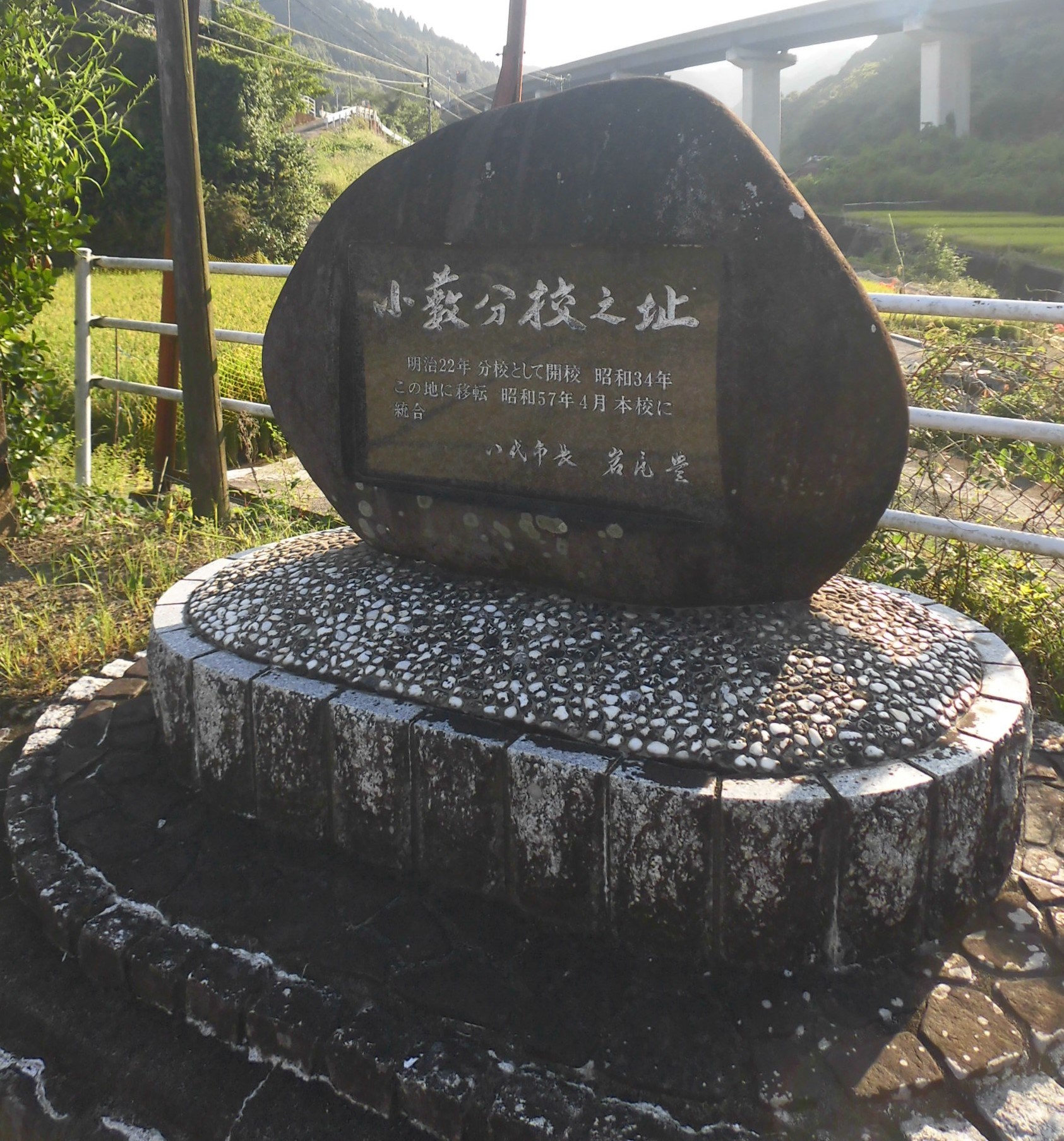
旧・小薮分校 閉校記念碑

- 1874年（明治7年）- 二見村大字二見字南に「二見小学校」が創立。
- 1886年（明治19年）- 小学校令施行により、尋常科（4年制）を設置の上、「尋常二見小学校」に改称。
- 1889年（明治22年）
  - 4月1日 - 町村制施行により、葦北郡5村（洲口・下大野・二見・野田崎・赤松）が合併の上、「二見村」が発足。
  - この年 - 田子崎分校、小薮分校を設置。
- 1892年（明治25年）- 「二見尋常小学校」に改称。大字下大野字諏訪2428番地に校舎を移転。
- 1908年（明治41年）4月 - 改正小学校令により、尋常科（義務教育年限）が4年制から6年制に改められる。尋常科5年を新設。
- 1909年（明治42年）4月 - 尋常科6年を新設。
- 1914年（大正3年）- 高等科（2年制）を併置の上、「二見尋常高等小学校」に改称。
- 1929年（昭和4年）- 木造2階建て校舎を増築。
- 1941年（昭和16年）4月1日 - 国民学校令施行により、「二見村二見国民学校」と改称。尋常科を初等科に改める。
- 1947年（昭和22年）- 学制改革が行われる（六・三制の実施）。
  - 4月1日 - 国民学校の初等科は、新制小学校「二見村立二見小学校」に改組・改称。
  - 5月8日 - 国民学校の高等科は青年学校普通科とともに、新制中学校「二見村立二見中学校」に改組・改称。
- 1948年（昭和23年）- 木造2階建て校舎の東側に図書室を新築。
- 1955年（昭和30年）7月 - 木造平屋建ての新校舎が完成。
- 1957年（昭和32年）1月1日 - 八代市との合併により、「八代市立二見小学校」（現校名）に改称。
- 1959年（昭和34年）- 小薮分校の校舎を新築。
- 1962年（昭和37年）10月 - 運動場が完成。
- 1964年（昭和39年）
  - この年 - プールが完成。
  - 6月 - 給食を開始。
- 1968年（昭和43年）8月 - 講堂兼体育館が完成。
- 1971年（昭和46年）3月 - 校舎（理科室・音楽室）が完成。
- 1973年（昭和48年）3月4日 - 創立100周年記念行事を実施。
- 1980年（昭和55年）3月 - 改築校舎が完成。
- 1982年（昭和57年）
  - 3月 - 夜間照明灯点灯式を実施。
  - 3月31日 - 田子崎分校および小薮分校を廃止。
  - 4月 - 田子崎地区および小薮地区1・2年生のために、スクールバスの運行を開始。
  - 7月 - 田子崎分校および小薮分校跡記念碑を除幕。
- 1983年（昭和58年）6月 - スポーツクラブ後援会制度が発足。
- 1986年（昭和61年）
  - 4月 - センター方式の給食を開始。
  - 8月 - 家庭科調理室を増設。
- 1988年（昭和63年）8月 - 理科特別室が完成。
- 1990年（平成2年）8月 - 校門が完成。
- 1997年（平成9年）1月 - 体育館を改築。
- 2000年（平成12年）4月1日 - ひまわり学級を新設。
- 2002年（平成14年）11月 - 運動場ナイター照明工事が完了。
- 2004年（平成16年）3月 - プールを改修。
- 2009年（平成21年）5月 - 第1回二見小・中学校合同運動会を実施。
- 2014年（平成26年）11月 - 体育館耐震工事を完了。
- 2024年（令和6年）2月20日 - 創立150周年記念式典を挙行。

## 交通アクセス
最寄りの鉄道駅
- 肥薩おれんじ鉄道線 「肥後二見駅」

最寄りのバス停留所
- 九州産交バス・八代市乗合タクシー「君ヶ淵」・「中区（八代市）」停留所

最寄りの幹線道路
- 国道3号
- 熊本県道253号破木二見線

## 周辺
- 二見コミュニティセンター
- 二見郵便局
- 八代市立二見中学校
- 下大野神社